# Aaron Ramsey
Aaron James Ramsey (Caerphilly, 26 de dezembro de 1990) é um futebolista galês que atua como meio-campista. Atualmente joga no Pumas, do México.

## Carreira
Aaron Ramsey surgiu como uma grande promessa no Cardiff City, na temporada 2007-08, chegando a atuar pela Seleção Galesa Sub-17.
Ao fim daquela temporada, o Arsenal pagou 5 milhões de libras ao time da cidade de Cardiff, cerca de 15 milhões de reais para ter o jogador.
No dia 27 de fevereiro de 2010, durante a partida contra o Stoke City, pela Premier League 2009-10, sofreu uma fratura na tíbia e fíbula da perna direita, após uma dura dividida com o zagueiro Shawcross, aos 21 minutos do segundo tempo. O lance chocou a todos no estádio.

### Empréstimos
Após o término de sua recuperação, foi emprestado ao Nottingham Forest, da segunda divisão inglesa. Ramsey estreou pela equipe quatro dias depois, em 29 de novembro, aos 61 minutos após substituição em partida contra o Leicester, retornando aos gramados nove meses após sua grave lesão.
Sem muito brilho pelo clube, foi novamente emprestado, no mês de janeiro de 2011, desta vez ao Cardiff City, clube que o revelou. Ele jogou pelos Bluebirds até o dia 26 de fevereiro. Lá ele se juntou a Jay Emmanuel-Thomas, seu jovem companheiro de Arsenal, que também foi por empréstimo ao clube. Ramsey iniciou uma partida pelo Cardiff no derby contra o Swansea City, onde forneceu uma assistência a Craig Bellamy. O resultado final foi 1–0. Em 21 de fevereiro, Ramsey marcou pelo clube quando venceram o Leicester City. Dias depois da atuação, é confirmada pelo técnico Arsene Wenger a sua volta ao Arsenal.

### Retorno ao Arsenal
O jogador fez o seu regresso ao Arsenal como um substituto, em 12 de março, contra o Manchester United na FA Cup. O seu time perdeu pelo placar de 2–0, mas ele fez sua primeira partida, após a lesão, para o Arsenal. No dia 1 de maio, Ramsey marcou seu primeiro gol naquela temporada, mais uma vez em partida contra o Manchester United, pelo Campeonato Inglês em vitória por 1–0, ainda sendo eleito o Homem do Jogo.

### Temporada 2011-12
No dia 16 de agosto de 2011, Ramsey fez sua primeira aparição da Liga dos Campeões da UEFA da temporada, em casa, contra a Udinese. Aos 4 minutos do primeiro tempo, cruzou para Theo Walcott abriu a placar.

### Juventus
Aaron Ramsey foi apresentado na Juventus em 15 de julho de 2019, o mesmo foi contratado a custo zero, o galês assinou até junho de 2023 com o clube italiano.
| “ | Quando eu soube que a Juventus estava interessada em mim, pensei que seria um sonho e um grande desafio vir para cá. Não dá para recusar uma oportunidade dessas. Este é o clube certo para mim. Espero fazer parte da história. | ” |

Aaron Ramsey teve uma passagem complicada pela Juventus, em meio a lesões e um empréstimo ao Glasgow Rangers em janeiro de 2022. Assim encerrando seu período na Itália com 70 jogos marcando seis gols, cinco deles na temporada 2020-21. Com o time de Turim, ele conquistou a Série A 2019-20 e a Copa da Itália 2020-21.

### Glasgow Rangers
Em 31 de janeiro de 2022, Aaron Ramsey foi anunciado como novo reforço do Rangers até o fim da temporada.
Finalizou sua passagem pelo Rangers, clube com o qual chegou à final da Liga Europa da UEFA 2021–22, perdida nos pênaltis para o Eintracht Frankfurt com apenas 13 partidas jogadas.

### Nice
O Nice, da França, anunciou em 1 de agosto de 2022 a contratação de Aaron Ramsey, de 31 anos, que chega sem custos após a rescisão de seu contrato com a Juventus.

### Retorno ao Cardiff City
Aaron Ramsey, assinou por duas temporadas com o Cardiff City, após rescindir seu contrato com o Nice, informaram as duas partes em 15 de julho de 2023.

### Pumas
Em 3 de julho de 2025, Aaron Ramsey foi apresentado como nova contratação do Pumas, que disputa a Liga MX, a partir do torneio Apertura de 2025

## Carreira internacional
Pela seleção nacional, participou das categorias de base, atuando pelo Sub-17 e Sub-21. É titular absoluto no meio-de-campo da Seleção de Gales.
Foi nomeado capitão do grupo em 26 de março de 2011, com apenas 20 anos de idade, junto com a responsabilidade da camisa 10 de Gales. Marcou seu primeiro gol como capitão na final da Carling Nations Cup contra a Irlanda do Norte, no dia 27 de maio de 2011.
Aaron Ramsey fez parte do elenco da Seleção Galesa de Futebol da Eurocopa de 2016 e Eurocopa de 2020.

#### Gols

##### País de Gales
| #   | Data                   | Local                                           | Adversário         | Placar | Resultado | Competição                                                                           |
| --- | ---------------------- | ----------------------------------------------- | ------------------ | ------ | --------- | ------------------------------------------------------------------------------------ |
| 1.  | 14 de outubro de 2009  | Rheinpark Stadion, Vaduz, Liechtenstein         | Liechtenstein      | 2–0    | 2–0       | Eliminatórias da Copa do Mundo de 2010                                               |
| 2.  | 14 de novembro de 2009 | Cardiff City Stadium, Cardiff, País de Gales    | Escócia            | 3–0    | 3–0       | Amistoso Linha Vênus x Salta 12 de Março de 2014 - Motorista Stadium (Taça De Verão) |
| 3.  | 27 de maio de 2011     | Aviva Stadium, Dublin, Irlanda                  | Irlanda do Norte   | 1–0    | 2–0       | Copa das Nações de 2011                                                              |
| 4.  | 2 de setembro de 2011  | Cardiff City Stadium, Cardiff, País de Gales    | Montenegro         | 2–0    | 2–1       | Eliminatórias da Eurocopa 2012                                                       |
| 5.  | 7 de outubro de 2011   | Liberty Stadium, Swansea, País de Gales         | Suíça              | 1–0    | 2–0       | Eliminatórias da Eurocopa 2012                                                       |
| 6.  | 22 de março de 2013    | Hampden Park, Glasgow, Escócia                  | Escócia            | 1–1    | 2–1       | Eliminatórias da Copa do Mundo de 2014                                               |
| 7.  | 6 de setembro de 2013  | Philip II Arena, Skopje, Macedônia              | Macedônia do Norte | 1–1    | 1–2       | Eliminatórias da Copa do Mundo de 2014                                               |
| 8.  | 15 de outubro de 2013  | King Baudouin Stadium, Bruxelas, Bélgica        | Bélgica            | 1–1    | 1–1       | Eliminatórias da Copa do Mundo de 2014                                               |
| 9.  | 28 de março de 2015    | Sammy Ofer Stadium, Haifa, Israel               | Israel             | 1–0    | 3–0       | Eliminatórias da Eurocopa 2016                                                       |
| 10. | 13 de outubro de 2015  | Cardiff City Stadium, Cardiff, País de Gales    | Andorra            | 1–0    | 2–0       | Eliminatórias da Eurocopa 2016                                                       |
| 11. | 20 de junho de 2016    | Stadium Municipal de Toulouse, Toulouse, França | Rússia             | 1–0    | 3–0       | Eurocopa 2016                                                                        |
| 12. | 16 de junho de 2021    | Estádio Olímpico de Bacu, Bacu, Azerbaijão      | Turquia            | 1–0    | 2–0       | Eurocopa 2020                                                                        |

##### Grã Bretanha
| #  | Data                | Local                              | Adversário    | Placar | Resultado | Competição              |
| -- | ------------------- | ---------------------------------- | ------------- | ------ | --------- | ----------------------- |
| 1. | 4 de agosto de 2012 | Millennium Stadium, Cardiff, Wales | Coreia do Sul | 1–1    | 1–1       | Jogos Olímpicos de 2012 |

## Títulos

### Arsenal
- Copa da Inglaterra: 2013–14, 2014–15, 2016–17
- Supercopa da Inglaterra: 2014, 2015

### Juventus
- Campeonato Italiano: 2019–20[12]
- Supercopa da Itália: 2020[13]
- Copa da Itália: 2020–21[14]

### Prêmios individuais
- Futebolista jovem galês do ano: 2009 e 2010
- Equipe da Euro: 2016
- 73.º melhor jogador do ano de 2016 (The Guardian)[15]
- 54.º melhor jogador do ano de 2016 (Marca)[16]

## A "Maldição Ramsey"
A chamada "Maldição Ramsey" é uma infeliz coincidência que é frequentemente satirizada pela mídia inglesa. Esta "maldição" diz que quando o galês marca um gol, uma celebridade morre nos dias seguintes.
Para se ter uma ideia desta "infeliz coincidência", até março de 2016, Ramsey havia marcado 45 gols como profissional, destes, 22 foram associados a morte de personagens marcantes em várias áreas da sociedade, todos os falecimentos ocorreram no dia, na véspera ou no máximo uma semana depois de Ramsey marcar seus gols. As "vítimas" foram: Buddy LeRoux (janeiro de 2008), Ted Kennedy (agosto de 2009), Andrés Montes (outubro de 2009) Antonio De Nigris (novembro de 2009), Osama Bin Laden (maio de 2011), Steve Jobs e Muammar Gaddafi (outubro de 2011), Whitney Houston (fevereiro de 2012), Chavela Vargas (agosto de 2012), Bebo Valdés e Boris Berezovsky (março de 2013), Jorge Rafael Videla (maio de 2013), Sid Bernstein (agosto de 2013) Ken Norton (novembro de 2013), Paul Walker (novembro 2013), 'Huracán' Carter (abril de 2014), HG Giger (maio de 2014), Robin Williams (agosto de 2014), David Bowie e Alan Rickman (janeiro de 2016), Ray Tomlinson e Nancy Reagan (março de 2016), Benoîte Groult (junho de 2016), Nicky Hayden (maio de 2017), Chester Bennington (julho de 2017), João Kurk (agosto de 2017), Oswaldo Loureiro (fevereiro de 2018), Stephen Hawking (março de 2018), Miloš Forman e Henri Michel (abril de 2018) Mac Miller (setembro de 2018), J.Michael Mendel (setembro de 2019), Jacques Chirac (setembro de 2019), Gugu Liberato (novembro de 2019), Valdir Espinosa (fevereiro de 2020) e Gustavo Bebianno (março de 2020)
Esta maldição se tornou mais notória a partir de maio de 2011. Ramsey marcou para os Gunners e pouco tempo depois, Barack Obama anunciava a morte do terrorista mais procurado do mundo, Osama Bin Laden. Como seus próximos 4 gols coincidiram com a morte de famosos, as brincadeiras começaram.
No dia 9 de janeiro de 2016: Ramsey marca contra o Sunderland. No dia seguinte o cantor David Bowie acaba falecendo aos 69 anos. Ele sofria com o câncer. Em 13 de janeiro de 2016, anotou um gol contra o Liverpool e no dia seguinte morreu o ator Alan Rickman, o Severo Snape de Harry Potter.
No dia 5 de março de 2016: Ramsey marcou contra Tottenham Hotspur Football Club, no mesmo dia, faleceu o inventor do símbolo da arroba, Ray Tomlinson, e no dia seguinte (dia 6 de março) morreu a antiga primeira dama do Estados Unidos, Nancy Davis Reagan.
No dia 19 de novembro de 2019 Ramsey marcou duas vezes contra a seleção húngara. Um dia depois, o apresentador Gugu Liberato deu entrada no hospital Orlando Health. Dois dias depois, foi confirmada a morte cerebral do mesmo.